# Кастеллі-Калепіо
Кастеллі-Калепіо (італ. Castelli Calepio) — муніципалітет в Італії, у регіоні Ломбардія,  провінція Бергамо.
Кастеллі-Калепіо розташоване на відстані близько 470 км на північний захід від Рима, 60 км на схід від Мілана, 20 км на схід від Бергамо.
Населення — 10 289 осіб (2014).
Щорічний фестиваль відбувається Vari    (vedi articolo). Покровитель — Vari    (vedi articolo).

## Демографія
Населення за роками:

Станом на 1 січня 2023 року в муніципалітеті офіційно проживало 1625 іноземців з 47 країн, серед них 98 громадян країн Євросоюзу та 48 громадян України.

## Сусідні муніципалітети
- Капріоло
- Кредаро
- Гандоссо
- Грумелло-дель-Монте
- Палаццоло-сулл'Ольйо